# Wczesne lato (film)
Wczesne lato (jap. 麦秋 Bakushū; ang. Early Summer) – japoński film obyczajowy z 1951 roku w reżyserii Yasujirō Ozu.

## Fabuła
Japonia we wczesnych latach powojennych. Młodej kobiecie imieniem Noriko czas wyjść za mąż. Wbrew opinii rodziny i części przyjaciół, idąc za głosem serca odrzuca ofertę matrymonialną zamożnego biznesmena pana Manabe i poślubia Kenkichiego – skromnego lekarza, wdowca samotnie wychowującego syna, przyjaciela z dzieciństwa. Jej wybór, choć nie bez oporów zostaje zaakceptowany przez rodzinę i środowisko.

## Obsada
- Setsuko Hara – Noriko
- Chishū Ryū – Kōichi
- Chikage Awashima – Aya Tamura
- Kuniko Miyake – Fumiko
- Ichiro Sugai – Shūkichi
- Chieko Higashiyama – Shige
- Haruko Sugimura – Tami Yabe
- Seiji Miyaguchi – Nishiwaki
- Shūji Sano – Sotaro Satake

i inni.

## O filmie
Wczesne lato stanowi drugą część nieoficjalnej trylogii Yasujirō Ozu (pozostałe to: Późna wiosna z 1949 i Tokijska opowieść z 1953), uznawanego dzisiaj za "najbardziej japońskiego z japońskich twórców filmowych" i reżysera o "najbardziej narodowym charakterze". Obraz ten należy do mniej znanych dzieł tego reżysera. Prawie nieznany w Europie, podobnie jak wszystkie inne działa Ozu nie był rozpowszechniany w Stanach Zjednoczonych za życia ich twórcy. Jego filmy zaczęły być dostępne amerykańskiej publiczności dopiero latach 70. Krytycy chwalili ich oryginalny styl, daleki od hollywoodzkiej konwencji. Znany amerykański krytyk filmowy Roger Ebert po latach uznawał film Ozu za jeden z najlepszych w jego twórczości.
Wczesne lato obecnie uchodzi za klasyk kina japońskiego, "poruszający i intymny portret międzypokoleniowego gospodarstwa domowego w powojennej Japonii". W 2009 roku znalazł się na liście najlepszych filmów japońskich magazynu Kinema Junpo – najstarszego japońskiego czasopisma filmowego. W rankingu popularnego, filmowego serwisu internetowego Rotten Tomatoes obraz posiada obecnie (2024) stuprocentową, najwyższą, pozytywną ocenę "czerwonych pomidorów"

## Nagrody
Film otrzymał kilka prestiżowych nagród w świecie kina japońskiego. W 1951 roku Tokijskie Stowarzyszenie Dziennikarzy Filmowych przyznało mu Nagrodę Błękitnej Wstęgi (Blue Ribbon) w kategoriach: najlepsza aktorka (Setsuko Hara), najlepszy reżyser (Yasujirô Ozu), najlepsza aktorka drugoplanowa (Haruko Sugimura). Rok później otrzymał nagrodę magazynu Kinema Junpo za najlepszą reżyserię. Również w 1952 zdobył nagrody filmowe Mainichi za najlepszą reżyserię i dla najlepszej aktorki (Hara).